# Metodologia econòmica
La metodologia econòmica és l'estudi de mètodes, especialment el mètode científic, en relació amb l'economia, incloent els principis del raonament econòmic. En anglès contemporani, "metodologia" pot fer referència a aspectes teòrics o sistemàtics d'un mètode (o de diversos mètodes). La filosofia econòmica també adopta una metodologia en la intersecció de les dues matèries.